# KkStB 164
KkStB 164 танк-паротяг з паровою машиною потрійного розширення Буковинської локальної залізниці, що перебувала під управлінням Ц.к. австрійської державної залізниці (KkStB).

## Історія
Локомотивобудівна фабрика Krauss з Лінцу виготовила 1906 паротяг (KrLi 5411/06), що отримав позначення  kkStB 164.01 "KONRAD HOHENLOHE". Після завершення війни паротяг потрапив до CFR, де експлуатувався до 1936 року.

### Технічні дані паротяга BLB/KkStB 164
|                                |                                |
| Розміри                        | Параметри                      |
| Роки випуску                   | 1906                           |
| Країна-виробник                | Австро-Угорська імперія        |
| Завод-виробник                 | Krauss. Лінц                   |
| Ширина колії                   | 1435 мм                        |
| Тип                            | C h2t                          |
| Кількість циліндрів            | 2                              |
| Діаметр циліндрів              | 400 мм                         |
| Хід поршня                     | 540 мм                         |
| Тиск пари                      | 12 атм.                        |
| Діаметр рушійних коліс         | мм                             |
| Загальна колісна база          | 3.050 мм                       |
| Кількість труб пароперегрівача | 97/12                          |
| Площа пароперегрівача          | 57,40 м²                       |
| Площа нагрівання котла         | 6,40 м²                        |
| Площа колосникових ґрат        | 1,30 м²                        |
| Маса паротяга порожнього       | 27,3 т                         |
| Маса паротяга робоча           | 38,4 т                         |
| Зчіпна маса локомотива         | 36,1 т                         |
| Запас води                     | 5,4 м³                         |
| Запас палива                   | вугілля 0,8 м³ • дерева 4,5 м³ |
| Швидкість                      | 50 км/год                      |